# Ihor Kutjepov
Ihor Mykolajovyč Kutjepov (in ucraino Ігор Миколайович Кутєпов?; in russo Игорь Николаевич Кутепов?, Igor' Nikolaevič Kutepov; Pervomajs'kyj, 17 dicembre 1965) è un ex calciatore sovietico, dal 1991 ucraino, di ruolo portiere.

## Carriera

### Calciatore

#### Club
Con la Dinamo Kiev vinse tre campionati ucraini e due coppe nazionali. Vinse una coppa dell'Unione Sovietica con il Metalist. 

#### Nazionale
Nel 1985 con la nazionale giovanile sovietica prese parte al Campionato mondiale di calcio Under-20.
Vanta quattro presenze con la nazionale ucraina, tra cui quella di esordio del 29 aprile 1992 contro l'Ungheria.

### Allenatore
Al termine della carriera rimase nel CSKA Mosca come allenatore dei portieri.

## Statistiche

### Cronologia presenze e reti in nazionale
| Cronologia completa delle presenze e delle reti in nazionale ― Ucraina | Cronologia completa delle presenze e delle reti in nazionale ― Ucraina | Cronologia completa delle presenze e delle reti in nazionale ― Ucraina | Cronologia completa delle presenze e delle reti in nazionale ― Ucraina | Cronologia completa delle presenze e delle reti in nazionale ― Ucraina | Cronologia completa delle presenze e delle reti in nazionale ― Ucraina | Cronologia completa delle presenze e delle reti in nazionale ― Ucraina | Cronologia completa delle presenze e delle reti in nazionale ― Ucraina |
| Data                                                                   | Città                                                                  | In casa                                                                | Risultato                                                              | Ospiti                                                                 | Competizione                                                           | Reti                                                                   | Note                                                                   |
| ---------------------------------------------------------------------- | ---------------------------------------------------------------------- | ---------------------------------------------------------------------- | ---------------------------------------------------------------------- | ---------------------------------------------------------------------- | ---------------------------------------------------------------------- | ---------------------------------------------------------------------- | ---------------------------------------------------------------------- |
| 29-4-1992                                                              | Užhorod                                                                | Ucraina                                                                | 1 – 3                                                                  | Ungheria                                                               | Amichevole                                                             | -3                                                                     |                                                                        |
| 16-10-1993                                                             | High Point                                                             | Stati Uniti                                                            | 1 – 2                                                                  | Ucraina                                                                | Amichevole                                                             | -1                                                                     | 85’                                                                    |
| 20-10-1993                                                             | San Diego                                                              | Messico                                                                | 2 – 1                                                                  | Ucraina                                                                | Amichevole                                                             | -2                                                                     |                                                                        |
| 23-10-1993                                                             | Bethlehem                                                              | Stati Uniti                                                            | 0 – 1                                                                  | Ucraina                                                                | Amichevole                                                             | -                                                                      |                                                                        |
| Totale                                                                 |                                                                        | Presenze                                                               | 4                                                                      |                                                                        | Reti                                                                   | -6                                                                     |                                                                        |

## Palmarès

### Club

#### Competizioni nazionali
- Campionato ucraino: 3

Dinamo Kiev: 1992-1993, 1993-1994, 1996-1997
- Coppa d'Ucraina: 2

Dinamo Kiev: 1992-1993, 1995-1996
- Kubok SSSR: 1

Metalist: 1987-1988